# 专属啦啦队
《专属啦啦队》（英語：Cheerleader）是牙买加籍歌手OMI录制的歌曲。该曲由OMI、克利夫顿·迪伦（Clifton Dillon）、马克·布拉德福德（Mark Bradford）和瑞安·迪伦（Ryan Dillon）创作和录制。OMI早在2008年开发出这首歌，当时他创作了歌曲的旋律。歌曲后来经过牙买加知名制作人克利夫顿·迪伦数年的提炼，起先由斯莱和罗比和迪恩·弗雷泽等资深临时乐师录制。被独立厂牌Oufah作为单曲发行，歌曲在牙买加大获成功，在各大榜单上占据首位，同时也吸引夏威夷和迪拜的电台点播歌曲。歌词描绘了一位作为倚靠的感情伴侣。
希望这首歌能跟更广泛的受众联系起来，OMI在2013年签署了美国舞曲厂牌极端音乐。极端音乐跟两位唱片骑士制作了原曲的混音版。公司和歌曲制作人更喜欢一版由年轻的德国DJ菲利克斯·耶恩制作的混音，它避开了歌曲大部分用来重现热带风味重拍浩室音乐的原始乐器，突出展现小号、康茄鼓节奏和钢琴音色。混音拓展版于2014年5月由极端音乐发行，同年秋天取得商业成功。
歌曲在2015年成为在全球非常成功的作品，在包括美国、英国、澳大利亚、法国和德国在内的20个国家占据榜首。

## 背景
OMI，本名奥马尔·塞缪尔·帕斯利（英語：Omar Samuel Pasley）生于牙买加克拉伦登区。小时候喜欢听美国嘻哈乐，长大后听过约翰·传奇、纳·京·高尔和山姆·库克等歌手的歌曲后，对旋律更感兴趣。起先他于2008年开发了本曲，那时他睡觉醒来便哼哼它的旋律。他后来回忆道，“它就像是一首牙买加小儿歌，像‘一，二。系紧我的鞋’（one, two, buckle my shoe），一种叫‘铃铛游戏’（ring game）的东西——我就是这样叫它的。歌曲的其余部分好像掉进了像拼图的地方，”次年，他被牙买加乐坛叱咤风云的人物、制作人克利夫顿·“专家”迪伦发掘，后来迪伦成为他的经纪人和合作者。他最初只给歌曲写了两句词，把它当作专辑的插曲。后来在迪伦的劝说下，他才写下第三句词，歌曲才初具规模。多产的牙买加籍节奏组斯莱和罗比和资深萨克斯手迪恩·弗雷泽参加最初的录制。最初的版本于2011年由金斯顿独立厂牌Oufah首次发布。
次年，美国电子音乐厂牌极限音乐老总帕特里克·摩西（Patrick Moxey）发现了这首歌。摩西表示，他当时在蒙特利尔休假，在听电台主播展示的许多在加勒比地区流行的歌曲中第一次听到这首歌。同时，索尼音乐旗下的美国籍嘻哈制作人萨拉姆·雷米有兴趣将这首歌带给更多的观众。极端音乐在2013年末与帕斯利欠下录音合同。之后与两位唱片骑士——布鲁克林舞曲和嘻哈乐制作人里奇·布拉泽和德国制作人菲利克斯·耶恩的会谈很快开始。他们寄给公司歌曲和一个纯人声版本以便混音。耶恩喜欢这首歌的主音，但感觉它的乐器演奏跟它“感觉良好”的精髓不调和；他希望制作一个他认为更适合跳舞的混音版。耶恩的混音于2014年1月完成，5月由极端音乐发布。
截至2015年8月，Omi和耶恩都未正式见过彼此。

## 创作
混音版加入了浩室节奏和额外的小号、手鼓和“桑巴般”的钢琴旋律。速度也比帕斯利原本的人声音轨要快，避免了歌曲带着数字乐器的原始节奏。这些特点被认为使得全球听众听得更加惬意。歌曲流派被不同程度地描述为深邃浩室、雷鬼融合和电音斯卡曲风。歌词聚焦于主人公寻找一位“啦啦队长”——一位将会是他的依靠，而且“当我需要她时永远在我身旁”的浪漫伴侣的快乐。尽管歌词严重涉及浪漫，但帕斯利认为这是永恒的：“这首歌说的不只是明显的另一半，它是奉献给所有需要依靠的人的。”

## 音乐录影带
歌曲原本的音乐录影带由蒂姆·凯什（Tim Cash）导演，以小成本在俄勒冈州拍摄。第二支录影带由Scorpio 21执导，2015年1月在圣安德鲁区红色骷髅咖啡馆（Red Bones Café）拍摄。
由于歌曲开始获得全球性的成功，混音版的录影带被正式委任创作。视频在佛罗里达州好勒佛天体海滩浴场公园拍摄，帕斯利称它拥有“阳光恒温的俏皮氛围”，恰好用来捕捉歌曲的精髓。视频由此前曾为范特西·波里诺和盖文·德格罗导演录影带的伦尼·贝斯（Lenny Bass）执导。

## 商业表现
歌曲的混音版是一首逐渐在全球红极一时的单曲；杀入美国前，它率先荣登欧洲国家榜单榜首。原版于2011年在夏威夷和迪拜的雷鬼榜单登顶，之后成为祖国牙买加的热单。迪伦将歌曲发布到“迈阿密的社区音频系统和与（意大利雷鬼艺人）Alborosie的唱片骑师巡演”的“战略规划”使得这首歌名声鹊起。
一经混音，歌曲开始在瑞典市场获得牵引力，首次透过流媒体服务Spotify发布。歌曲很快传到意大利和法国。2015年1月，哥伦比亚唱片和极端唱片的母公司索尼音乐将歌曲提名为“月度歌曲”，故此，公司所有的子公司提出要宣传单曲。当那个时候，这首歌一度在欧洲五个地区登顶。3月，一项与英国音乐巨头西蒙·考威尔掌管的Syco Music达成的在英国分销歌曲的合同被签署。这首歌在英国流媒体的普及导致歌曲4月中旬的官方发布日期被提出。此后不久歌曲在考威尔翻唱该曲的病毒视频的辅助下，首次亮相该国流行榜单。到5月初，歌曲在英国单曲排行榜占据榜首位置长达四个星期，打破了牙买加艺术家在榜单上持续最长时间的纪录。
5月初，歌曲首秀公告牌百强单曲榜，同时在英国打榜。修正版的音乐录影带已经发布便在音乐识别应用Shazam的全球热搜榜上跃到榜首。应用数据预测歌曲将在某个时刻在百强榜登顶，最终歌曲于7月13日在美国登顶，并占据榜首六个非连续周，最后被The Weeknd的《意乱情迷》刷下。后来它被提名为《公告牌》夏季热歌。
歌曲的崭露头角的大部分功劳出自流媒体服务的表现。在Spotify上，歌曲获得超过4.5亿次（截至2015年10月）点播。国家排名榜以外，歌曲在iTunes Store超过55个市场登顶。歌曲是2015年英国流媒体点播最多的歌曲，全年累计点播数7170万次。

## 评价
尽管《板岩》发现这首歌的歌词“可笑地退化”，但他称赞副歌“引发全球共鸣，跨地域文化令人难忘。”
《福布斯》撰稿人尼克·梅斯特（Nick Messitte）认为这首歌将深邃浩室音乐带进美国主流文化。

## 曲目列表
- 数字下载[30]

1. "Cheerleader" (Felix Jaehn remix radio edit) – 3:00

- 数字下载[31]

1. "Cheerleader" (featuring Kid Ink（英语：Kid Ink）) (Felix Jaehn vs. Salaam Remi（英语：Salaam Remi） remix) – 3:01

- 数字下载[32]

1. "Cheerleader" (featuring Nicky Jam（英语：Nicky Jam）) (Felix Jaehn remix) – 3:00

- 美国数字单曲下载[33]

1. "Cheerleader" (Ricky Blaze remix) – 3:03
2. "Cheerleader" – 2:54

- 德国CD单曲

1. "Cheerleader" (Felix Jaehn remix radio edit) – 3:00
2. "Cheerleader" – 2:54

## 榜单表现
| 榜单（2014-15年）                         | 最高排位 |
| ----------------------------------------- | -------- |
| 澳大利亚（澳大利亚唱片业协会單曲榜）      | 1        |
| 奥地利（Ö3四十强单曲榜）                  | 1        |
| 比利时佛兰德（Ultratop五十强单曲榜）      | 1        |
| 比利时瓦隆（Ultratop五十强单曲榜）        | 1        |
| 巴西（Brasil Hot 100 Airplay）            | 46       |
| 加拿大（Canadian Hot 100）                | 1        |
| 哥伦比亚 (National Report)                | 6        |
| 捷克（電台百強單曲榜）                    | 1        |
| 捷克（百強數位單曲榜）                    | 5        |
| 丹麥（Hitlisten单曲榜）                   | 1        |
| 歐洲（《告示牌》Euro Digital Song Sales） | 1        |
| 芬兰（芬蘭官方單曲榜）                    | 13       |
| 法国（法國唱片出版業公會單曲榜）          | 1        |
| 1                                         |          |
| 匈牙利（四十强电台榜）                    | 1        |
| 匈牙利（四十強單曲榜）                    | 3        |
| 愛爾蘭（愛爾蘭唱片音樂協會单曲榜）        | 1        |
| 以色列（媒体森林电台榜）                  | 3        |
| 意大利（意大利音乐产业联盟单曲榜）        | 2        |
| 日本（Japan Hot 100）                     | 46       |
| 荷兰（荷蘭四十強單曲榜）                  | 1        |
| 荷兰（百强单曲榜）                        | 1        |
| 新西兰（新西兰唱片音乐协会单曲榜）        | 3        |
| 挪威（世道單曲榜）                        | 5        |
| 波蘭（波蘭百大電台榜）                    | 1        |
| 蘇格蘭（官方榜单公司單曲榜）              | 1        |
| 斯洛伐克（電台百強單曲榜）                | 1        |
| 斯洛伐克（百強數位單曲榜）                | 4        |
| 斯洛文尼亚 (SloTop50)                     | 1        |
| 南非（非洲娛樂監測单曲榜）                | 1        |
| 西班牙（西班牙音樂製作協會）              | 3        |
| 瑞典（瑞典最熱榜）                        | 1        |
| 瑞士（瑞士热门音乐榜）                    | 1        |
| 英國（官方榜单公司單曲榜）                | 1        |
| 美国（《告示牌》百大單曲榜）              | 1        |
| 美國（《告示牌》成人當代單曲榜）          | 11       |
| 美國（《告示牌》Adult Pop Airplay）       | 6        |
| 美國（《告示牌》Dance/Mix Show Airplay）  | 2        |
| 美國（《告示牌》Latin Pop Airplay）       | 6        |
| 美國（《告示牌》Pop Airplay）             | 1        |
| 美國（《告示牌》Rhythmic Songs）          | 1        |

| 榜单（2015年）                       | 排名 |
| ------------------------------------ | ---- |
| 澳大利亚 (ARIA)                      | 2    |
| 比利时 (Ultratop Flanders)           | 2    |
| 比利时 (Ultratop Wallonia)           | 1    |
| 加拿大 (Canadian Hot 100)            | 3    |
| 德国 (Official German Charts)        | 1    |
| 以色列 (Media Forest)                | 14   |
| 意大利 (FIMI)                        | 3    |
| 新西兰 (Recorded Music NZ)           | 5    |
| 波兰 (ZPAV)                          | 2    |
| 瑞士 (Schweizer Hitparade)           | 2    |
| 英国单曲榜 (Official Charts Company) | 2    |
| 美国《公告牌》百强单曲榜             | 11   |
| 美国成人当代音乐榜 (Billboard)       | 25   |
| 美国成人四十强榜 (Billboard)         | 27   |

## 销量认证
| 地區                                                       | 认证    | 认证单位/销量 |
| ---------------------------------------------------------- | ------- | ------------- |
| 澳大利亚（澳大利亚唱片业协会）                             | 6× 白金 | 420,000‡      |
| 比利时（比利時唱片音樂協會）                               | 2× 白金 | 60,000‡       |
| 加拿大（加拿大音乐协会）                                   | 9× 白金 | 720,000‡      |
| 丹麦（國際唱片業協會丹麥分會）                             | 2× 白金 | 120,000^      |
| 法国（法國唱片出版業公會）                                 | 钻石    | 250,000‡      |
| 德国（聯邦音樂產業協會）                                   | 钻石    | 1,000,000‡    |
| 意大利（意大利音乐产业联盟）                               | 7× 白金 | 350,000‡      |
| 墨西哥（墨西哥音像製品協會）                               | 白金+金 | 90,000*       |
| 新西兰（新西兰唱片音乐协会）                               | 3× 白金 | 45,000*       |
| 南非（RISA）                                               | 金      | 10,000*       |
| 西班牙（西班牙音樂製作協會）                               | 4× 白金 | 160,000‡      |
| 瑞典（瑞典唱片業協會）                                     | 7× 白金 | 280,000‡      |
| 英国（英国唱片业协会）                                     | 4× 白金 | 2,400,000‡    |
| 美国（美國唱片業協會）                                     | 3× 白金 | 2,100,000     |
| *僅含認證的實際銷量 ^僅含認證的出貨量 ‡僅含認證的+實際銷量 |         |               |

## 电台播放和发行历史
| 国家   | 日期           | 格式         | 版本                                  | 厂牌     | 参考    |
| ------ | -------------- | ------------ | ------------------------------------- | -------- | ------- |
| 牙买加 | 2012年         | 数字音乐下载 | 《专属啦啦队》                        | Oufah    | [ 8 ]   |
| 爱尔兰 | 2014年5月19日  | 数字音乐下载 | 《专属啦啦队》（菲利克斯·耶恩混音版） | 哥伦比亚 | [ 103 ] |
| 美国   | 2014年5月20日  | 数字音乐下载 | 《专属啦啦队》（菲利克斯·耶恩混音版） | 哥伦比亚 | [ 104 ] |
|        | 2014年12月12日 | 数字音乐下载 | 《专属啦啦队》（菲利克斯·耶恩混音版） | 哥伦比亚 | [ 105 ] |
| 英国   | 2015年4月12日  | 数字音乐下载 | 《专属啦啦队》（菲利克斯·耶恩混音版） | 哥伦比亚 | [ 106 ] |
| 美国   | 2015年5月5日   | 当代热门电台 | 《专属啦啦队》（菲利克斯·耶恩混音版） | 哥伦比亚 | [ 107 ] |
| 美国   | 2015年5月5日   | 节奏当代电台 | 《专属啦啦队》（菲利克斯·耶恩混音版） | 哥伦比亚 | [ 108 ] |